# Nestor Joseph Trappeniers
Nestor Joseph Trappeniers (* 26. August 1922 in Zaventem, Belgien; † 16. Juli 2004 in Huizen) war ein belgisch-niederländischer Chemiker.
Er war der Sohn des Politikers Isadoor Trappeniers (Bürgermeister von Zaventem und später im belgischen Senat). Er ging in Brüssel auf das Gymnasium und studierte Chemie an der Freien Universität Brüssel mit dem Kandidatenexamen 1942 und – unterbrochen vom Zweiten Weltkrieg, in dem er in England Soldat war und seine spätere Frau (Heirat 1948) Mari Faulkner traf – dem Lizenziat 1946. Er wurde 1952 mit einer Dissertation über Chemie bei hohen Drücken bei Jean Émile Charles Timmermans (und Ilya Prigogine) summa cum laude promoviert. Als Post-Doktorand arbeitete er mit Prigogine und am Van der Waals Labor der Universität Amsterdam bei A. M. J. F. Michels. 1954 wurde er Professor für Physikalische Chemie an der Universität Groningen  und 1961 als Nachfolger von Michels Professor in Amsterdam. Er erweiterte das Untersuchungsgebiet des Van der Waals Labors, das sich mit Physik und Chemie bei hohen Drücken beschäftigte (vor allem thermodynamische und Transport-Eigenschaften), mit NMR Methoden und zu tiefen Temperaturen. 1987 emeritierte er.
1985 erhielt er den Bridgman Award. Er war seit 1974 Mitglied der Niederländischen Akademie der Wissenschaften und er war seit 1977 Mitglied der Königlich Norwegischen Wissenschaftlichen Gesellschaft. 1988 wurde er Ritter vom Orden des Niederländischen Löwen.
Er hatte 43 Doktoranden und veröffentlichte über 180 wissenschaftliche Arbeiten.